# Papaver orientale
Pavot d'Orient
Espèce
Classification APG III (2009)
Papaver orientale, le pavot d'Orient, également appelé pavot de Tournefort, est une espèce de plantes à fleurs de la famille des Papaveraceae. C'est une plante herbacée originaire du Caucase, du nord-est de la Turquie et du nord-ouest de l'Iran qui fut rapportée à Paris de l’Anatolie orientale par Tournefort en 1702.
Le pavot d’Orient est une plante herbacée vivace, de 60 à 90 cm de haut qui produit de grandes fleurs rouges. Très décoratif, il est souvent cultivé pour ses fleurs rouges ou carmin.

## Nomenclature et étymologie

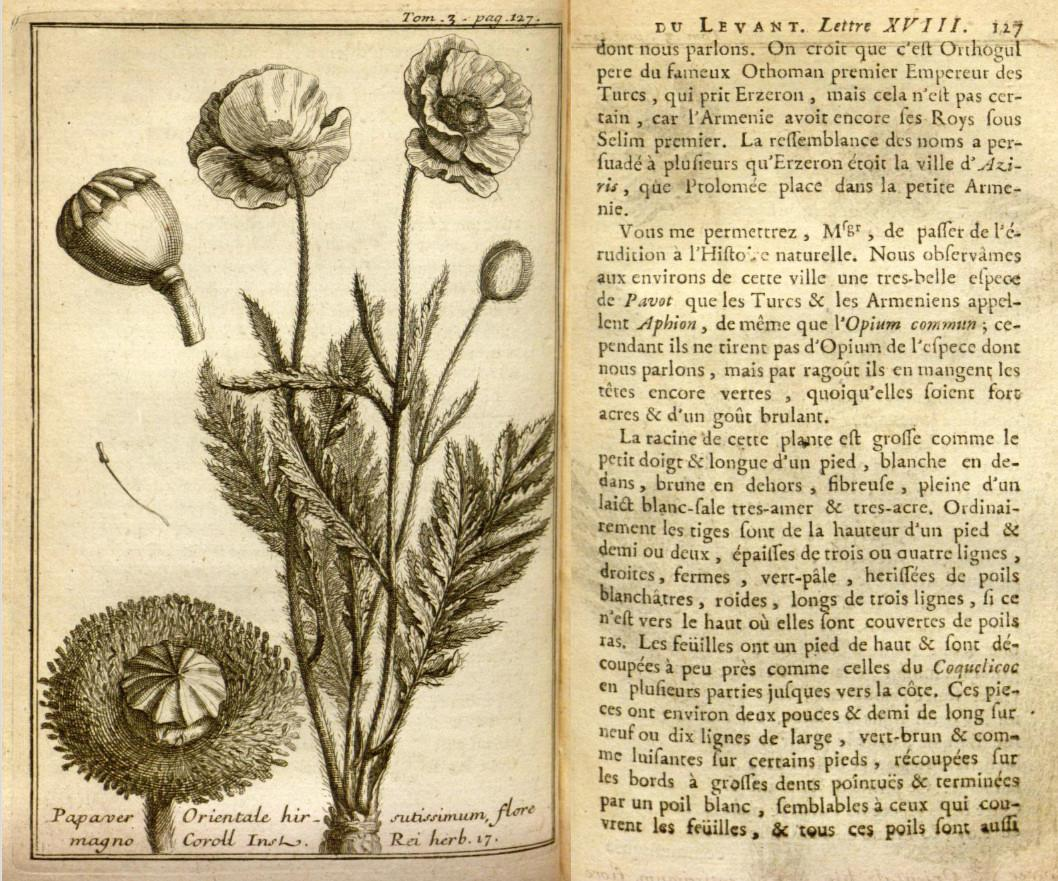
Papaver orientale, Voyage au Levant (1700-1702), de Tournefort.

Après avoir herborisé dans les Alpes, les Pyrénées et la Péninsule ibérique, le botaniste Tournefort (1656-1708) part de Paris en 1700 pour un long voyage au Levant dans le but de déterminer les 700 herbes citées par Dioscoride. Dans une lettre envoyée d’Erzurum, une ville d’Anatolie orientale, il décrit un Papaver Orientale hirsutissimum flore magno, qui sera publiée en 1717 dans le tome III de sa Relation d’un voyage du Levant fait par ordre du Roy. Il ramena un herbier contenant des spécimens du pavot d'Orient et des graines qui furent semées au Jardin du Roy à Paris ainsi qu’en Hollande.
D’après les règles de la nomenclature botanique, l’espèce a été décrite et nommée Papaver orientale par Linné en 1753, dans Species Plantarum 1: 508.
Le nom de genre Papaver est un mot latin, dans une forme à redoublement d’origine populaire incertaine, désignant le pavot.
L’épithète spécifique orientale vient du latin orientalis signifiant « de l’Orient ».

## Synonymes
Selon POWO, il y a 11 synonymes.
Synonymes homotypiques
- Calomecon orientale (L.) Spach in Hist. Nat. Vég. 7: 9 (1838)
- Papaver spectabile Salisb. in Prodr. Stirp. Chap. Allerton: 377 (1796), nom. superfl.

Synonymes hétérotypiques
- Papaver dzeghamicum Medw. in Vĕstn. Tiflissk. Bot. Sada 18: 15 (1915)
- Papaver grandiflorum Moench in Methodus: 250 (1794)
- Papaver lateritium subsp. monanthum (Trautv.) Kadereit in Edinburgh J. Bot. 53: 305 (1996)
- Papaver monanthum Trautv. in Bull. Acad. Imp. Sci. Saint-Pétersbourg, sér. 3, 10: 293 (1866)
- Papaver oreophilum var. monanthum (Trautv.) N.Busch in Fl. Caucas. Crit. 3(4): 45 (1905)
- Papaver orientale var. monanthum (Trautv.) Trautv. in Trudy Imp. S.-Peterburgsk. Bot. Sada 4: 346 (1876)
- Papaver orientale var. parviflora N.Busch in Fl. Caucas. Crit. 3(4): 42 (1905)
- Papaver orientale var. paucifoliatum Trautv. in Trudy Imp. S.-Peterburgsk. Bot. Sada 4: 346 (1876)
- Papaver paucifoliatum (Trautv.) Fedde in H.G.A.Engler (ed.), Pflanzenr., IV, 104: 366 (1909)

Hybrides
- Papaver × pseudo-orientale E.G.Camus, croisement P. lateritium × P. orientale.

## Description

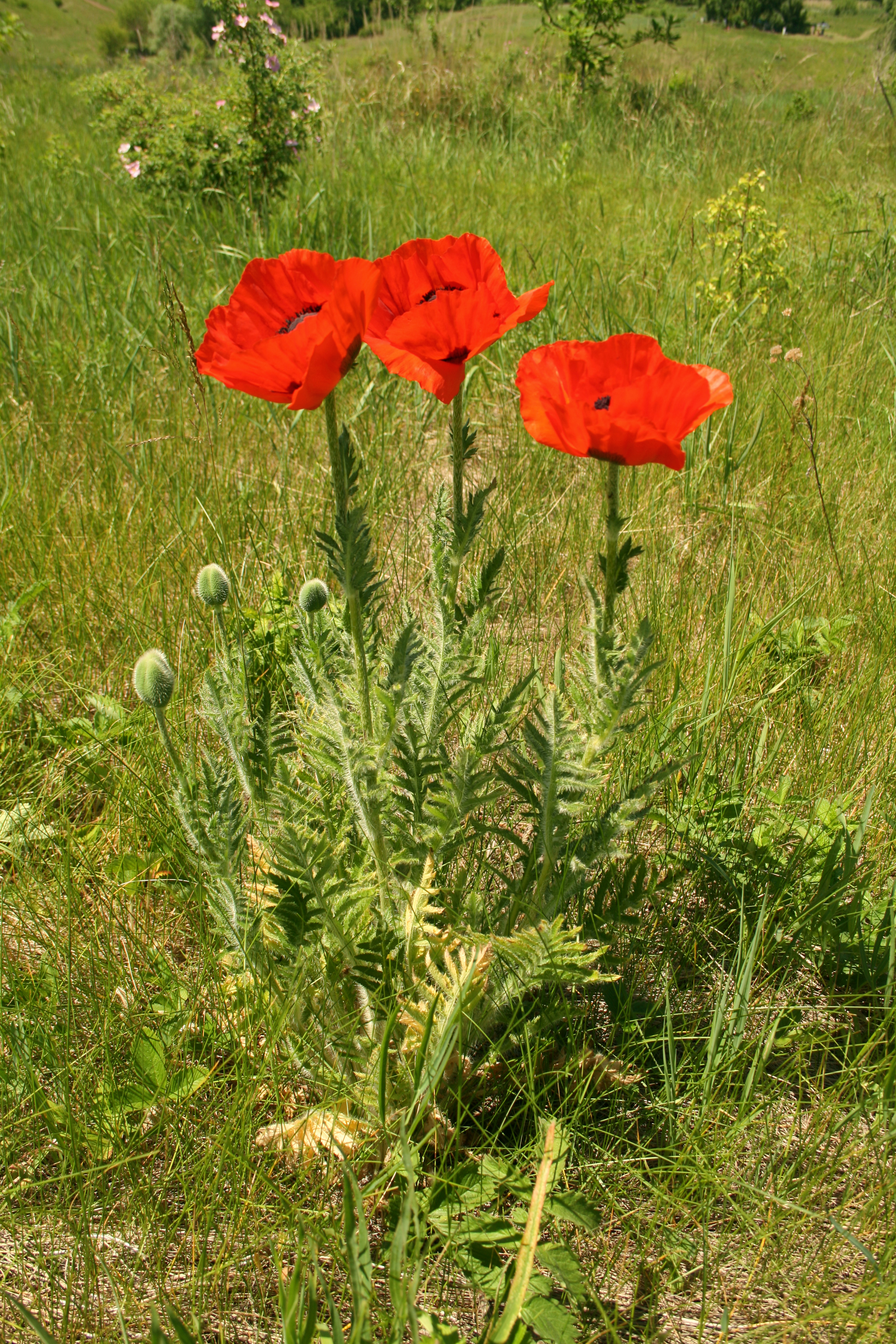
P. orientale, port.
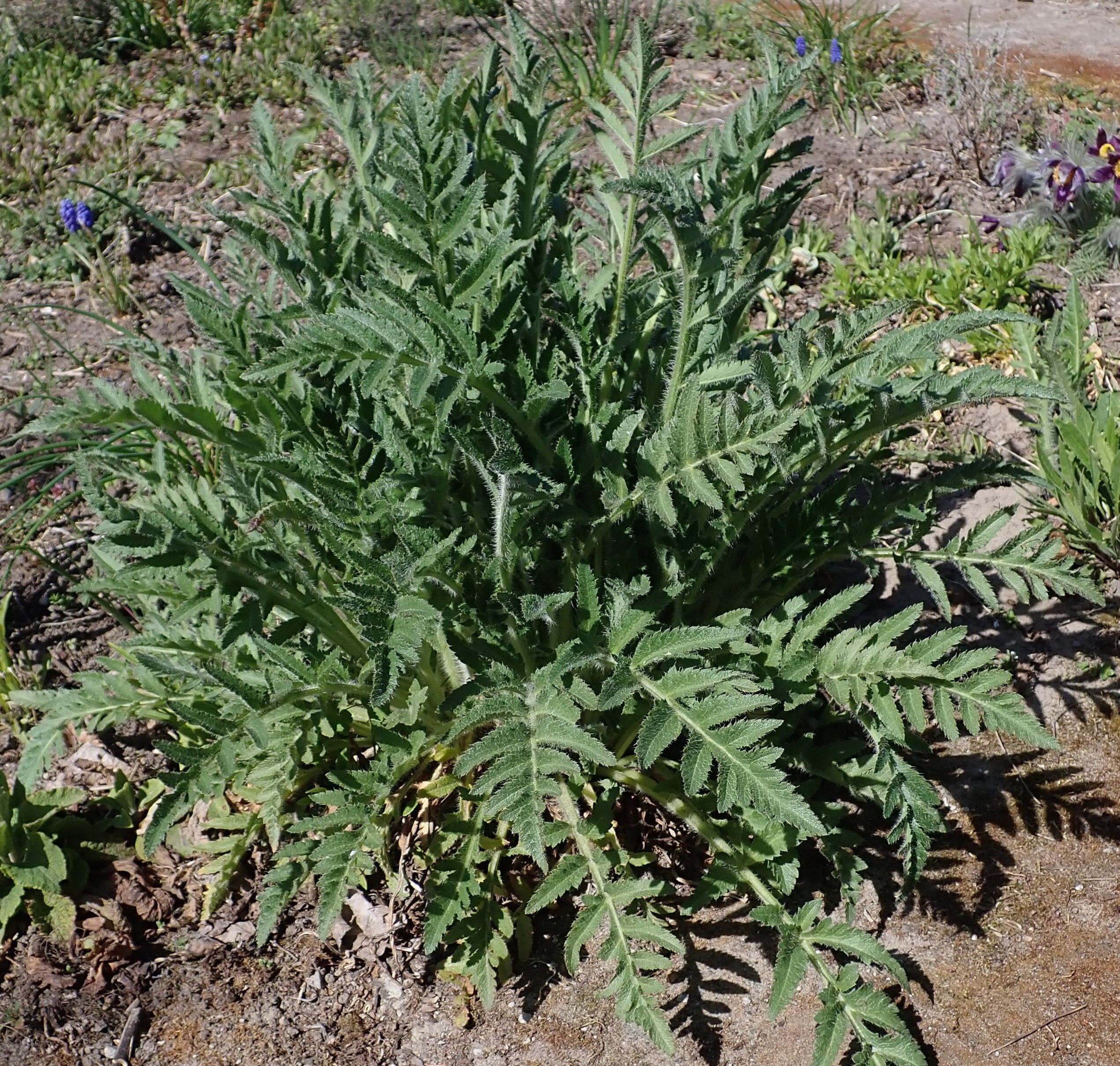
Feuilles basilaire.
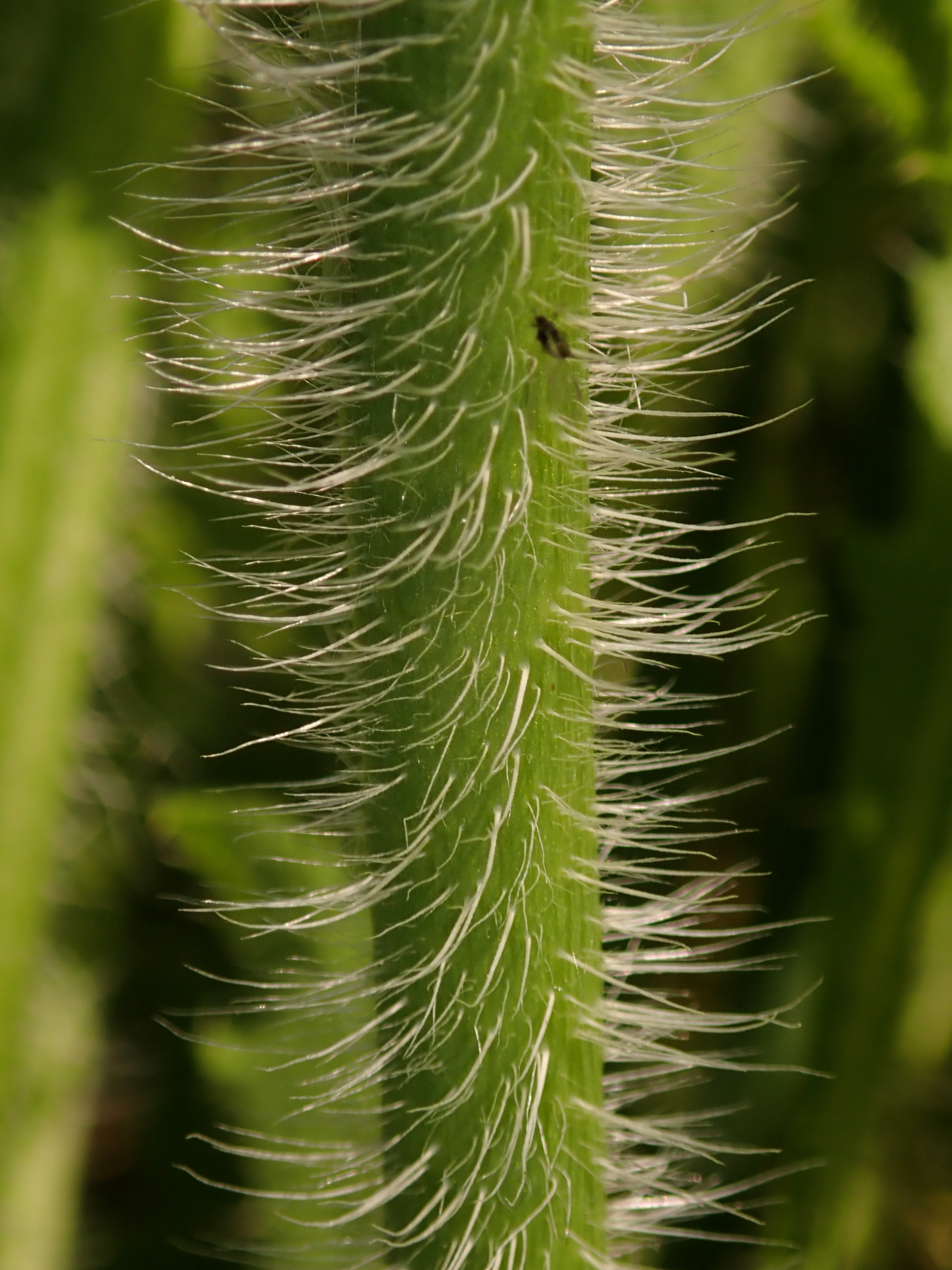
Tige soyeuse.
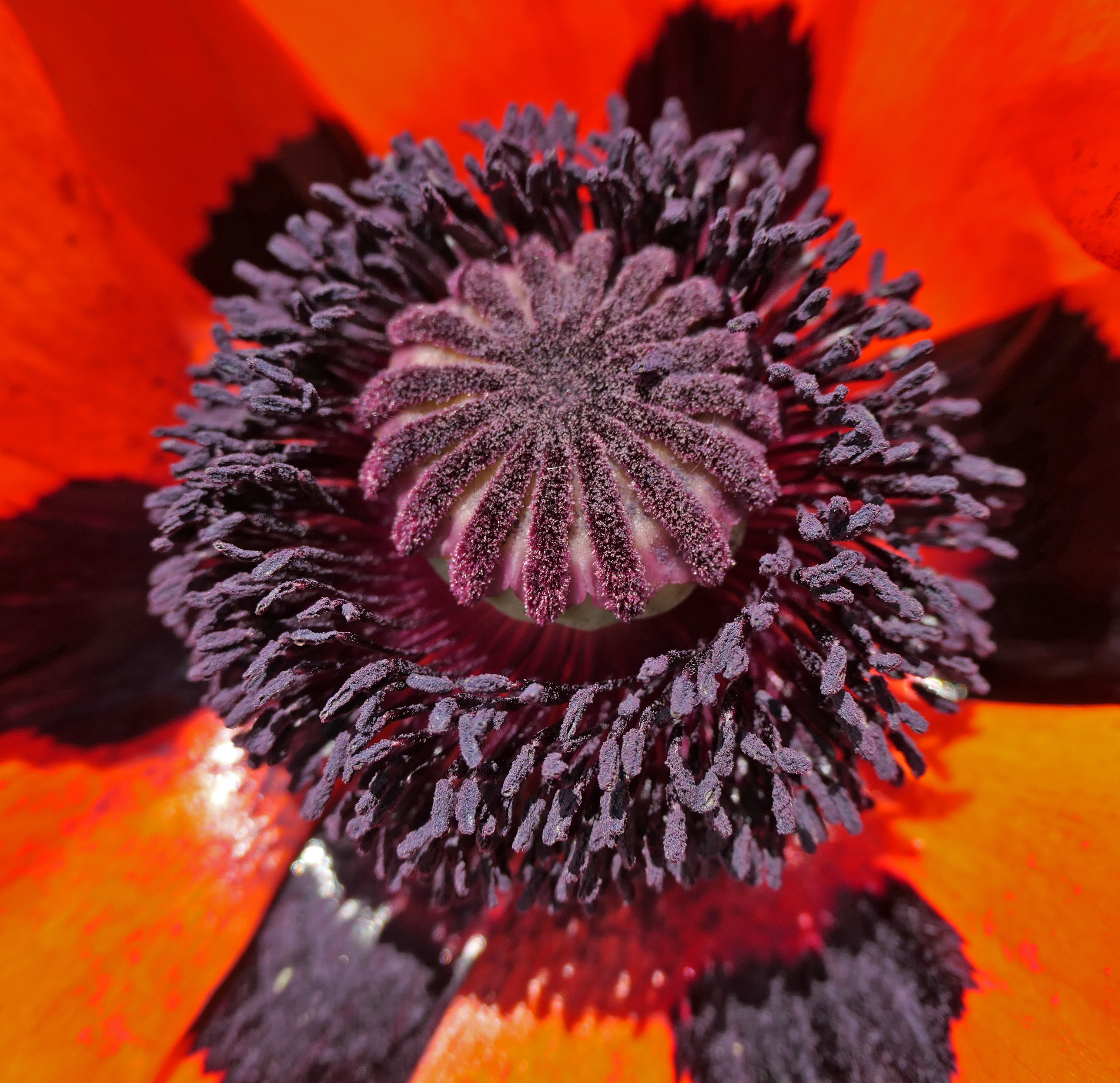
Nombreuses étamines entourant l’ovaire avec stigmates rayonnants.
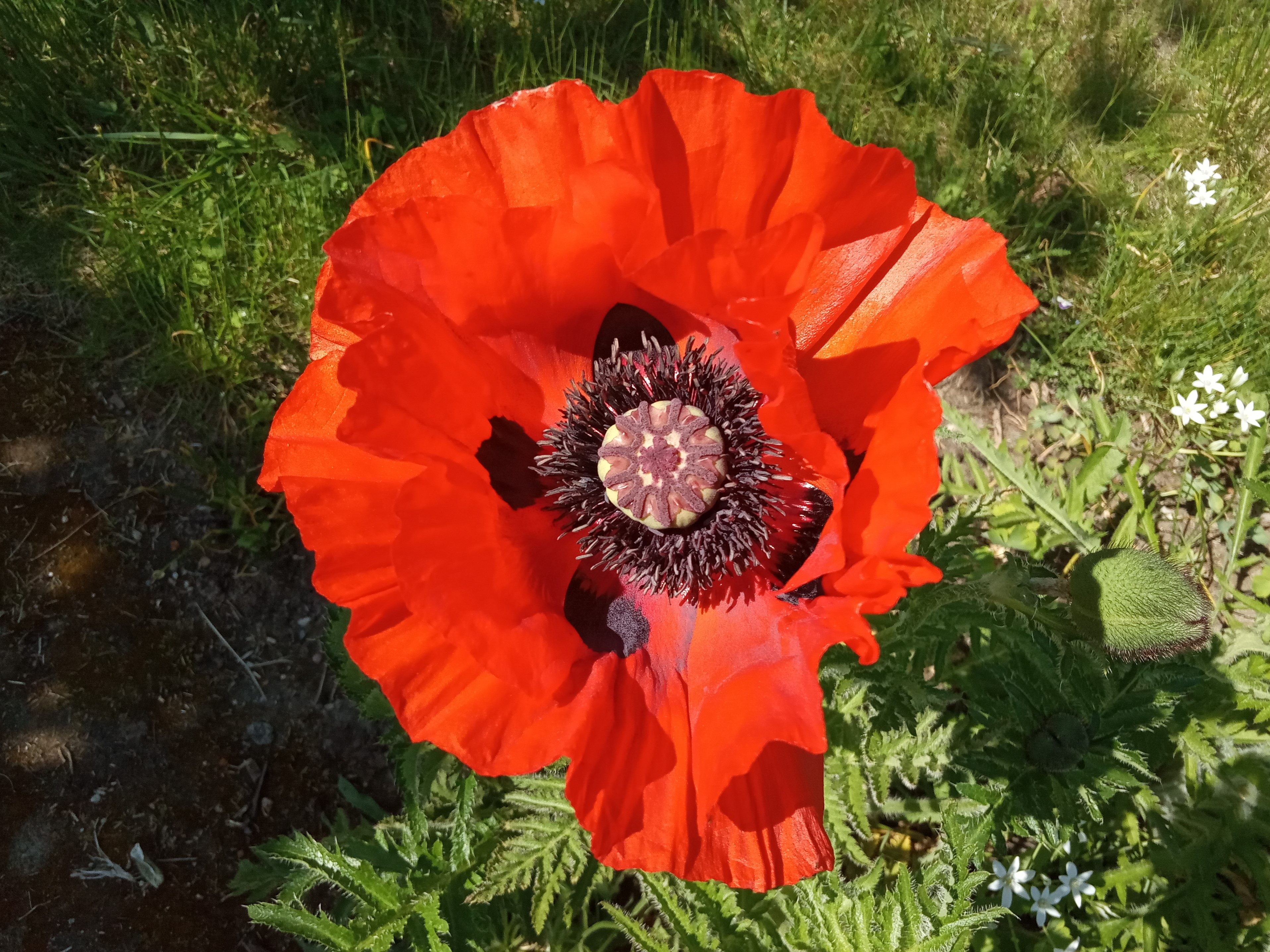
Grosse fleur rouge écarlate.

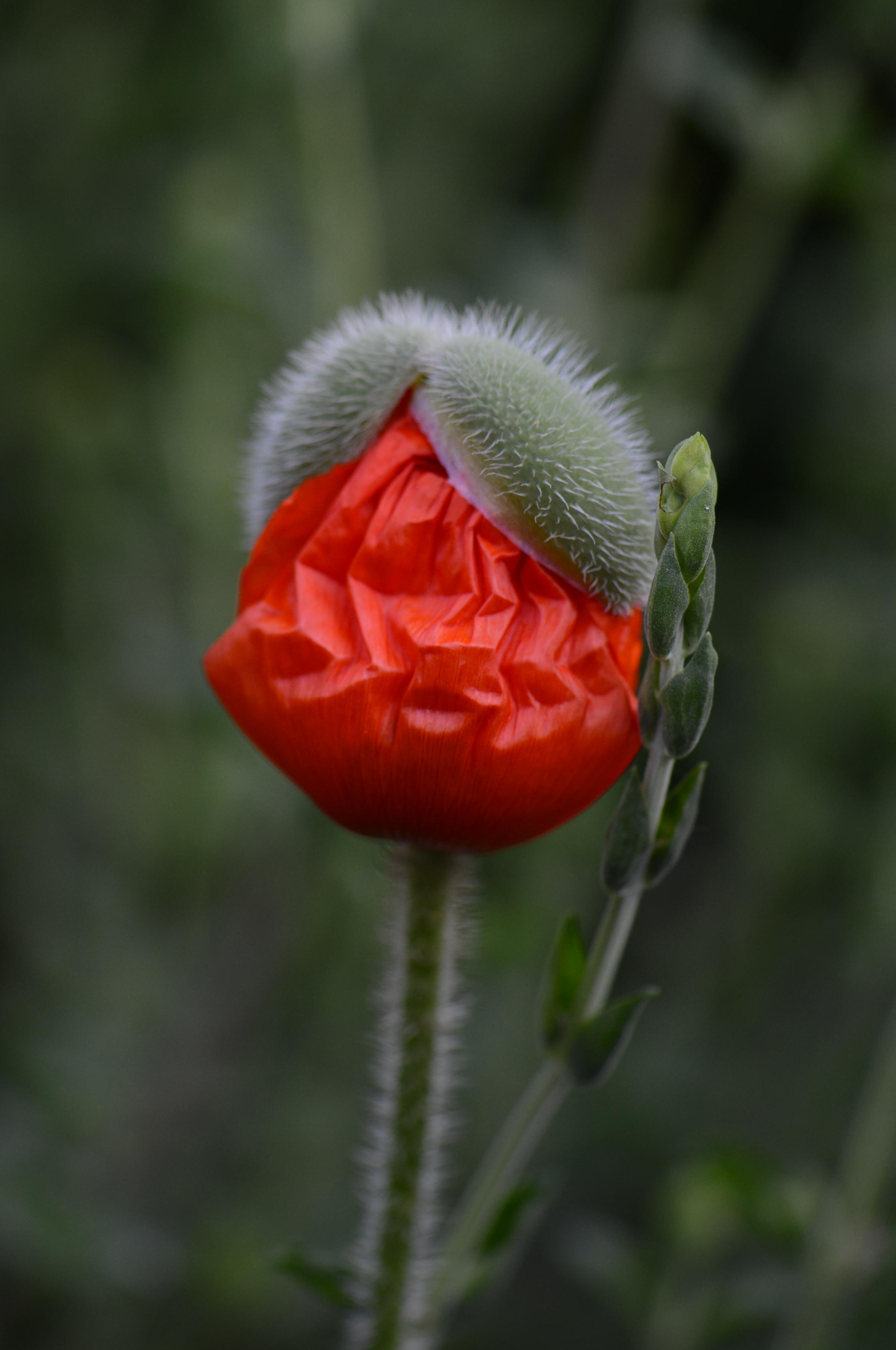
Bouton floral, 2 sépales se détachant.

Le pavot d’orient est une plante vivace, hémicryptophyte (la partie aérienne meurt en hiver, mais des bourgeons au niveau du sol lui permettent de repousser au printemps). Une ou plusieurs tiges soyeuses, presque comprimées, partent de la base et s’élèvent à la hauteur de 60 à 90 cm alors que pour les plantes cultivées elles peuvent dépasser 1 mètre de haut. Elles portent des feuilles dans les 2/3 inférieurs.
Les feuilles basilaires sont  vertes sur les deux faces, ovales à lancéolées, de 20 à 30 cm y compris le pétiole (plus long chez les plantes cultivées), peu dentelées ou incisées, dents à pointe hérissée, soyeuses sur les deux faces, bipinnatipartites. Les feuilles caulinaires nombreuses, alternes, semblables aux feuilles basilaires, mais plus petites ; feuilles inférieures longuement pétiolées, supérieures sessiles.
Les fleurs solitaires terminales, sont en forme de coupe, grandes, 10–16 cm de diamètre, portées par un pédicelle érigé, densément soyeux (couvert de longues soies). Les boutons floraux sont ovoïdes ou largement ovoïdes, de 2 à 3 cm, soyeux étalés, enveloppés par 2 sépales, parfois 3, à extérieurs verts et intérieurs blanchâtres, se détachant lors de l’ouverture de la fleur. D’abord retournés vers le sol, les boutons se redressent avant de se débarrasser de leurs sépales et de libérer des pétales chiffonnés.
La fleur comporte 4-6 pétales, en 2 verticilles, rouges ou carmin (rarement blancs, jaune orange ou lavande), avec ou sans tache foncée à la base ou moucheture, largement oboval ou flabellé, (3-)5-8 cm, à la base courtement griffue, le dessous avec des veines épaisses, de nombreuses étamines avec des filaments sombres, filiformes, et des anthères indigo-violet, oblongues. L’ovaire supère, uniloculaire, ovoïde, de 4 à 18 carpelles soudés, style absent, autant de stigmates que de carpelles, actinomorphe, indigo, s'unissant en disque comprimé couvrant l’ovaire, bord légèrement denté en scie.
La floraison commence fin mai et se poursuit en juin, juillet, généralement stoppée par la chaleur et la sécheresse.
Le fruit est une capsule sphéroïdale de 2-3,5 cm de diamètre, glabre, à disque stigmatique plat à 10-16 rayons. Les graines sont minuscules, brunes, orbiculaires-réniformes, largement striées, à petites fovéoles.
Très décorative, cette plante est souvent cultivée dans les jardins. Il existe des variétés rose et blanche.

## Aire de distribution
Selon POWO, l’aire d’origine de Papaver orientale se trouve au Caucase du Nord, en Transcaucasie (Caucase du Sud), en Turquie du Nord-Est et en Iran du Nord-Ouest.
Il a été introduit en Afghanistan, Tadjikistan, Ouzbékistan, aux États-Unis (Virginie, Colorado, Iowa, Michigan, New Jersey, New York, Ontario, Pennsylvanie, Utah, Wisconsin), Roumanie, Suède, Finlande, Grande-Bretagne.
Il est cultivé comme plante ornementale dans les régions tempérées.

## Utilisation

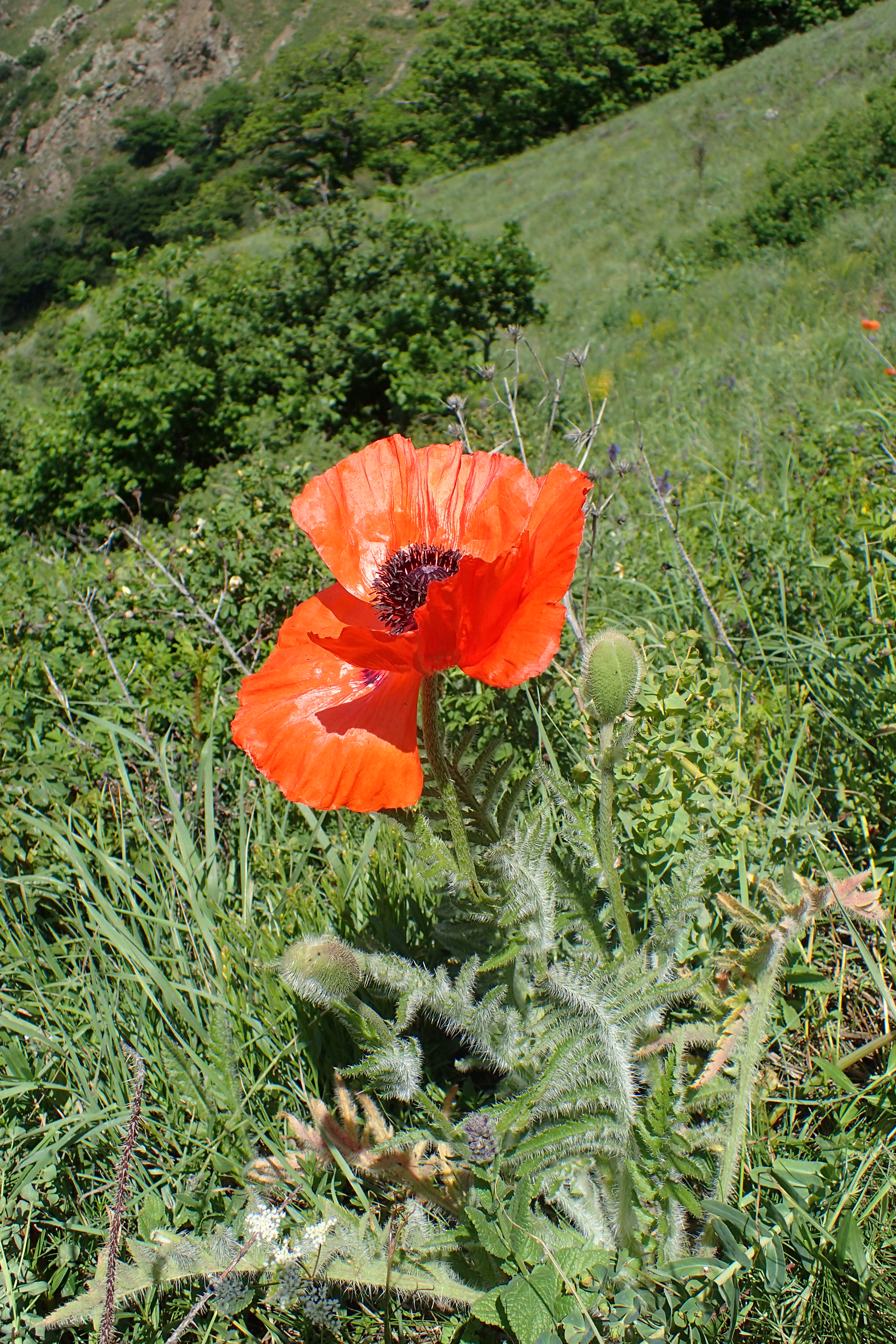
Pavot d’Orient sauvage, en Arménie.
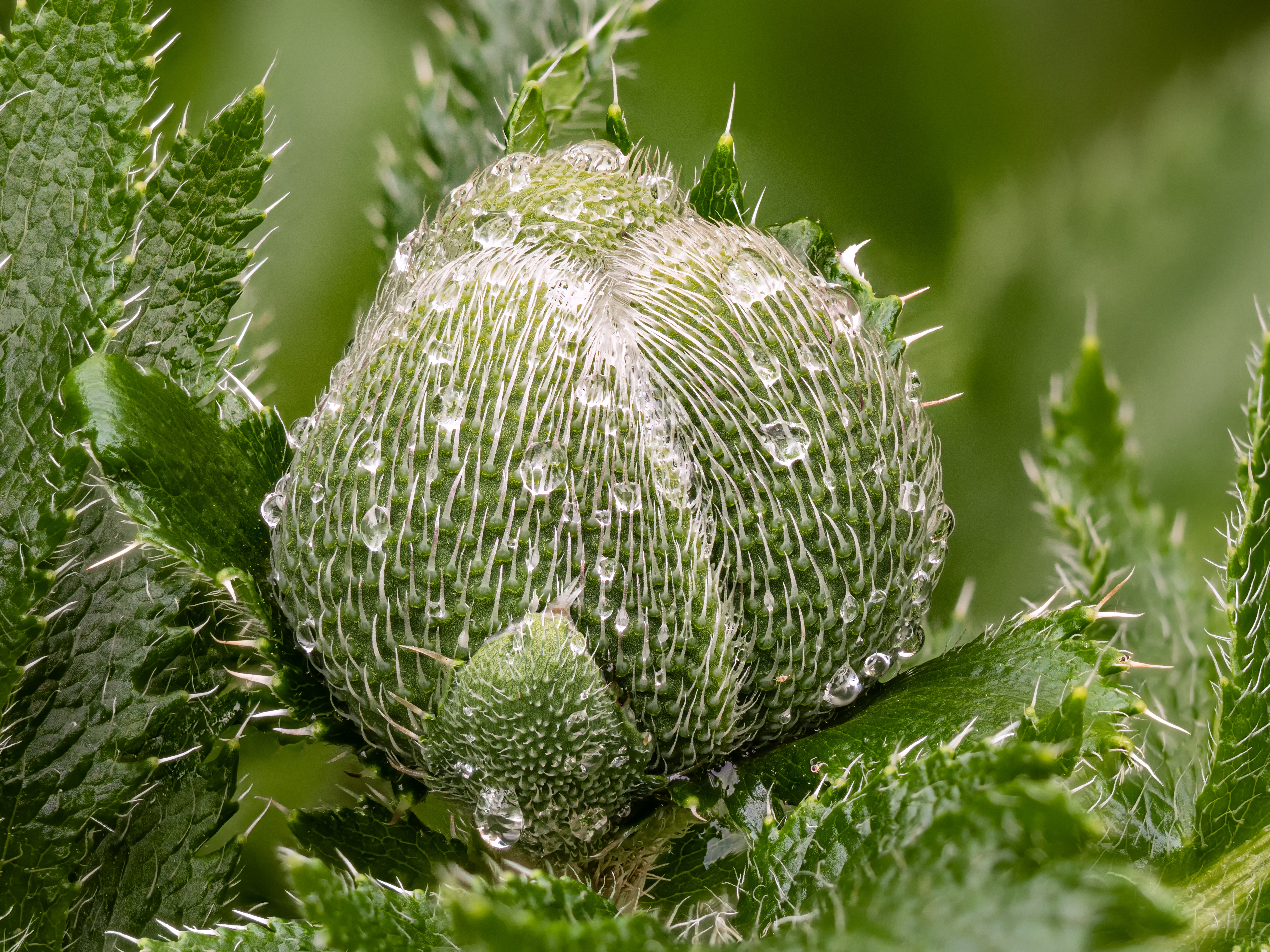
Bourgeon de Papaver orientale.
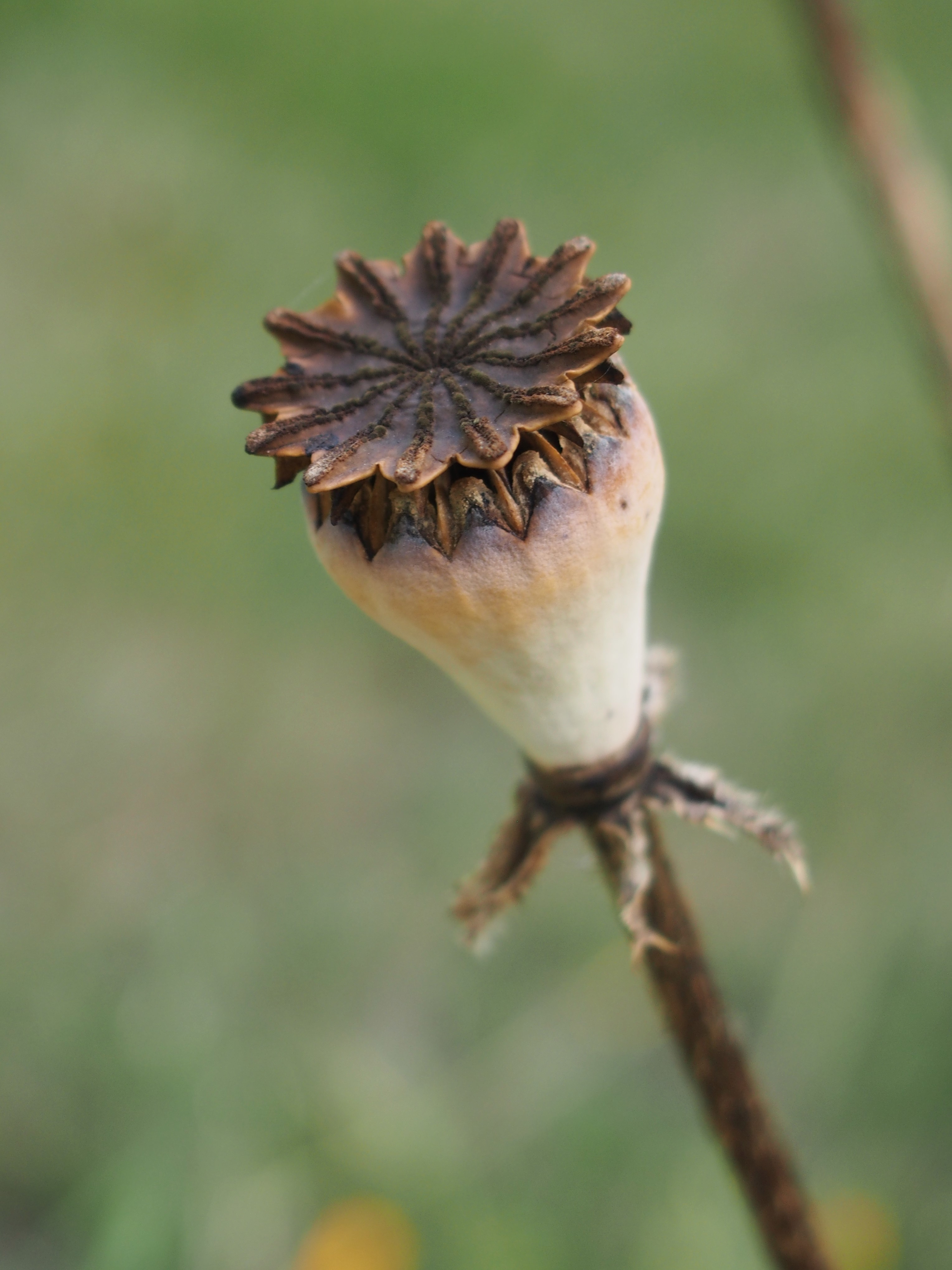
Capsule.
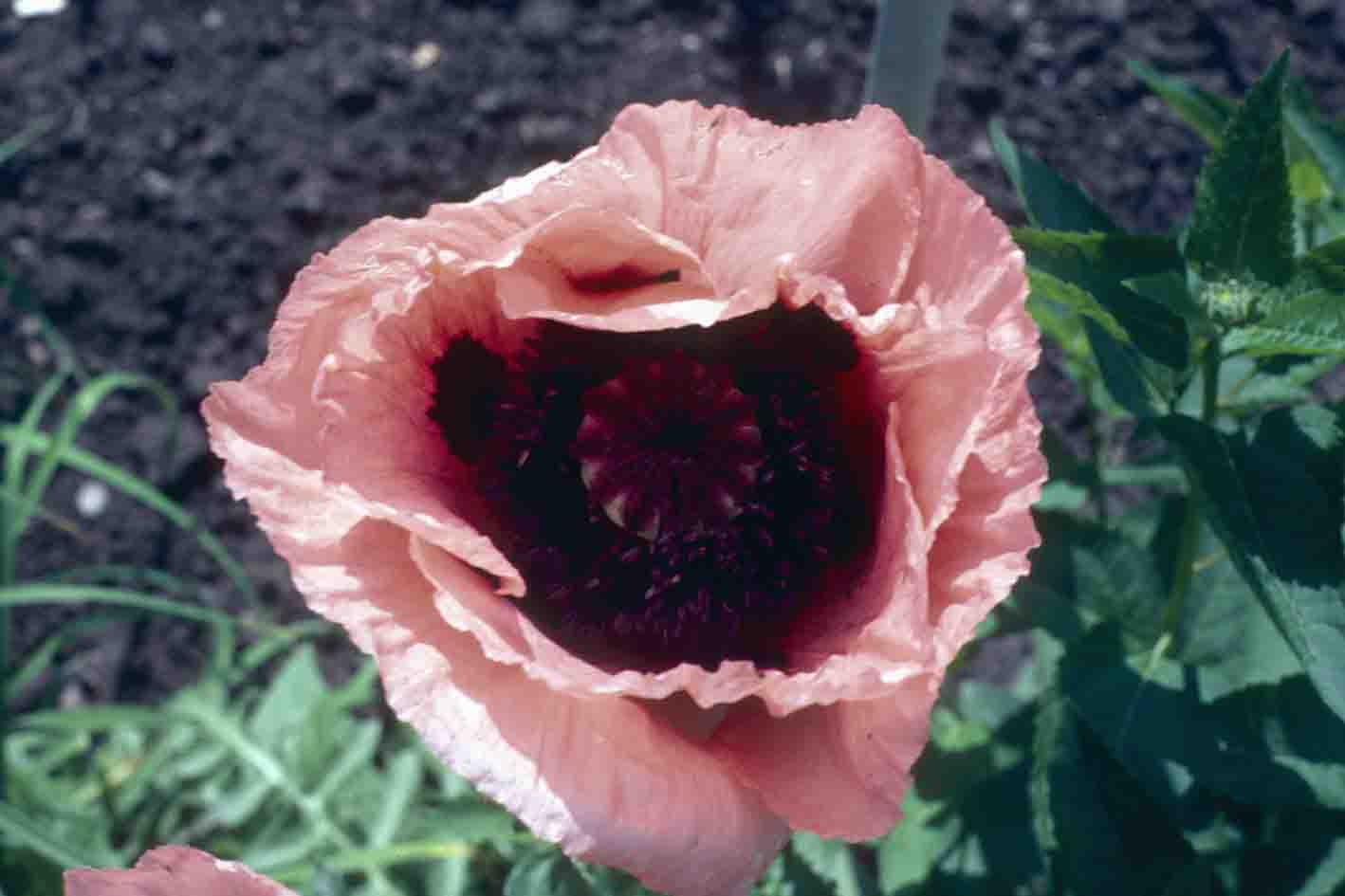
Hybride.

Horticulture
Le Pavot oriental (sect. Macrantha) ou pavot d'Orient apparait comme une forme cultivée, divergente et très évoluée du pavot setigerum dans ses couleurs et la grosseur de ses pétales, de ses pistils, et de son fruit. Son plateau stigmatique reconnaissable est le plus souvent très foncé. Il est cultivé depuis le début du XVIIIe siècle. Des cultivars et des hybrides aux formes et aux couleurs très variées ont été obtenus par des croisements entre Papaver orientale et P. bracteatum Lindley étroitement apparentés.
Il se cultive dans un emplacement au soleil et à l’abri du vent, dans un sol bien drainé.
Il peut supporter la transplantation. C’est une espèce relativement fréquente dans l'ornement d'espaces tant privés que publics.
Pharmacologie
Le Pavot d'Orient n'a pas été décrit par le pharmacologue grec du Ier siècle, Dioscoride.
Bien que modeste, il a été ponctuellement utilisé en médecine en Orient et a fait l'objet d'études de projets industriels pharmaceutiques aux États-Unis où il est considéré comme un grand spécimen de Papaver setigerum, le pavot setigerum. C'est plus spécifiquement l'espèce papaver bracteatum (un nom générique des grands orientalis présentant des bractées foliacées) qui avait été mise en valeur par l'administration de Richard Nixon pour remplacer le pavot somnifère dans l'industrie pharmaceutique. C'est sa forte carrure et sa bonne production d'alcaloïdes précurseurs (thébaïne) qui peut intéresser l'industrie, alors que son taux d'agents narcotiques majeurs (morphine...) est naturellement peu élevé, tout comme sa production de latex. Par modification génétique ou croisement, il est pressenti de pouvoir lui faire produire une très forte quantité de codéine ou de thébaïne avec un taux très faible de morphine. Cependant la découverte de Kenneth W. Bentley d'une série de dérivés de la thébaïne (la série de Bentley) beaucoup plus forts que la morphine (buprénorphine, étorphine, oripavine, ... (certains sont plus de 3 000 et même 10 000 fois plus puissants que la morphine, mais parfois très toxiques) fit craindre aux administrations une transformation beaucoup plus avantageuse de la plante par les laboratoires clandestins en ces substances, au bas mot 10 à 100 fois plus productives que la transformation du pavot somnifère en héroïne, ce qui fit abandonner alors l'idée de répandre ce type de pavot.

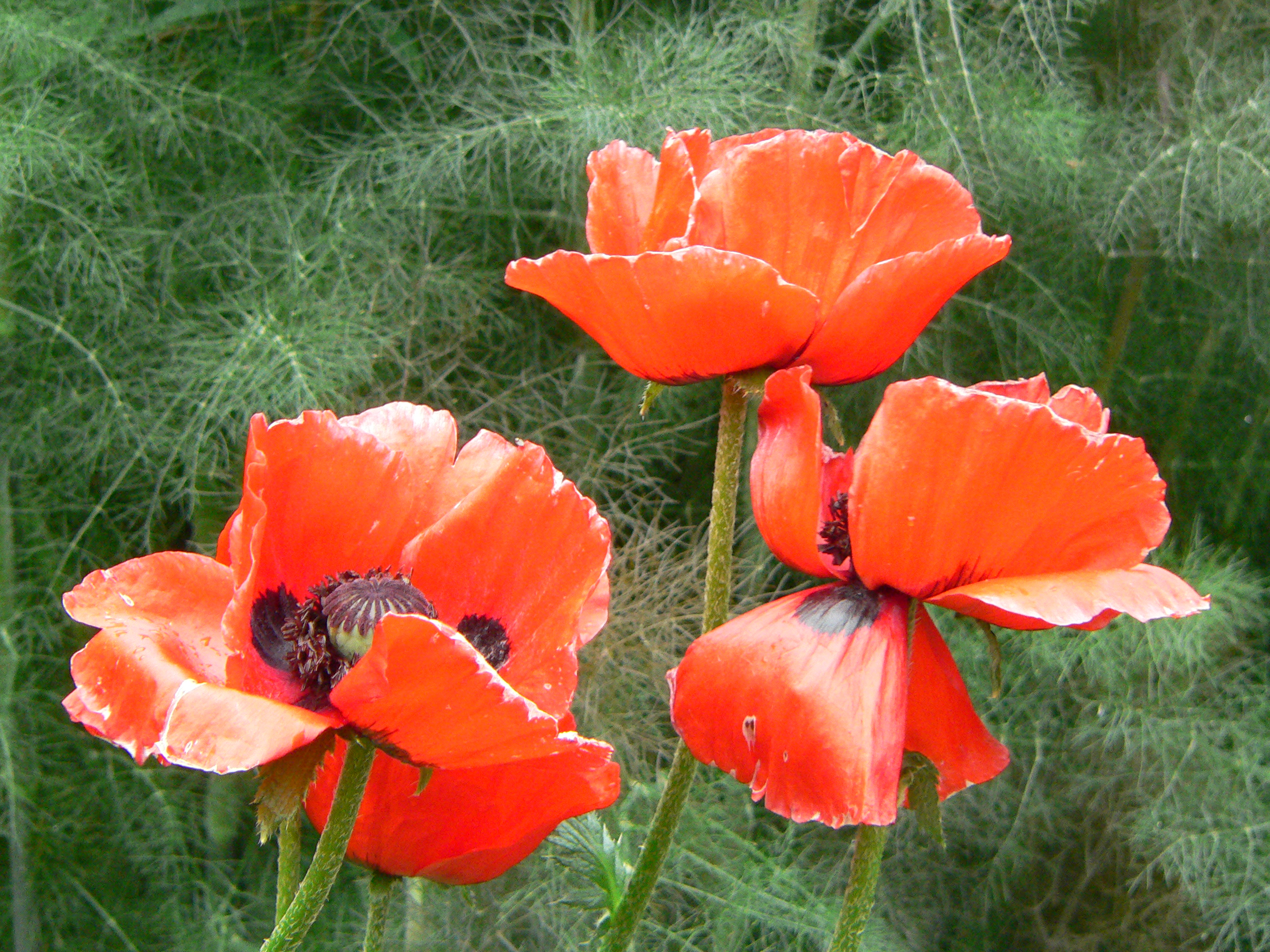
Papaver bracteatum.

Le papaver orientalis est plus généralement confondu avec le pavot noir par les grainetiers bien qu'il s'en détache par sa composition et certains de ses caractères physiques (forme des feuilles, taille de la plante, aspect robuste, fruit déhiscent généralement plus trapu à plateau stigmatique peu débordant et non érigé) qui en font une espèce ou une sous-espèce à part entière de pavot noir mais très diversifiée elle aussi.
Il n'existe pas naturellement à l'état sauvage en Occident, étant une création locale et ancestrale de variétés orientales qui n'ont été diffusées en Europe que tardivement dans un intérêt horticole décoratif ; ne présentant par ailleurs aucun atout céréalier ni médical sur les pavots noirs et blancs alors utilisés. Ses graines sont noires et leur vocation alimentaire limitée.

## Photos

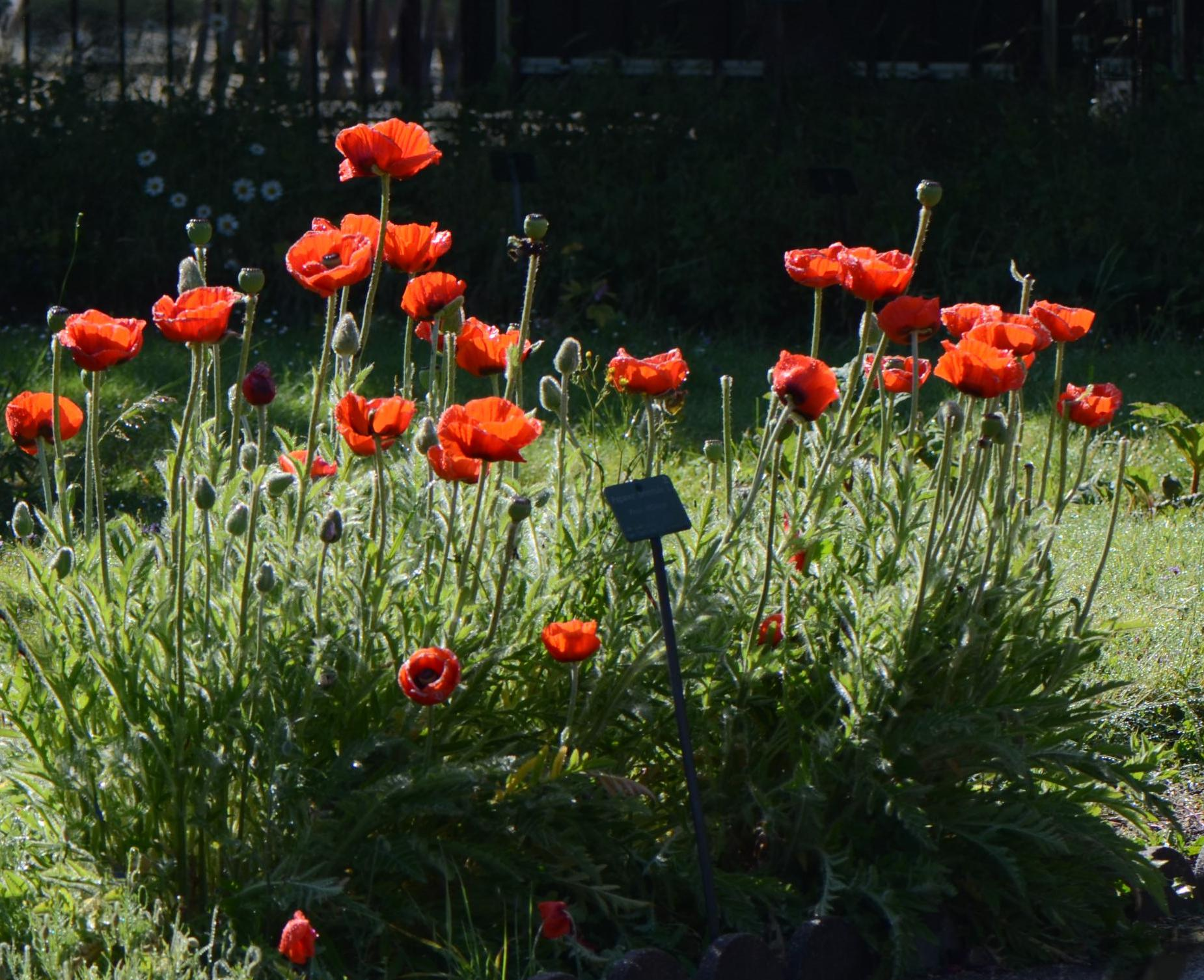
Pavots de Tournefort au Jardin des Plantes de Paris.
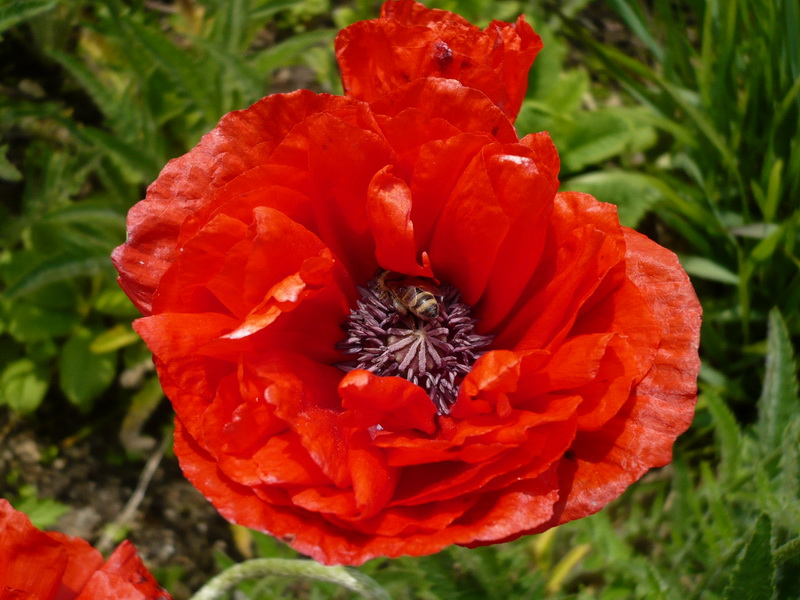
Fleur.
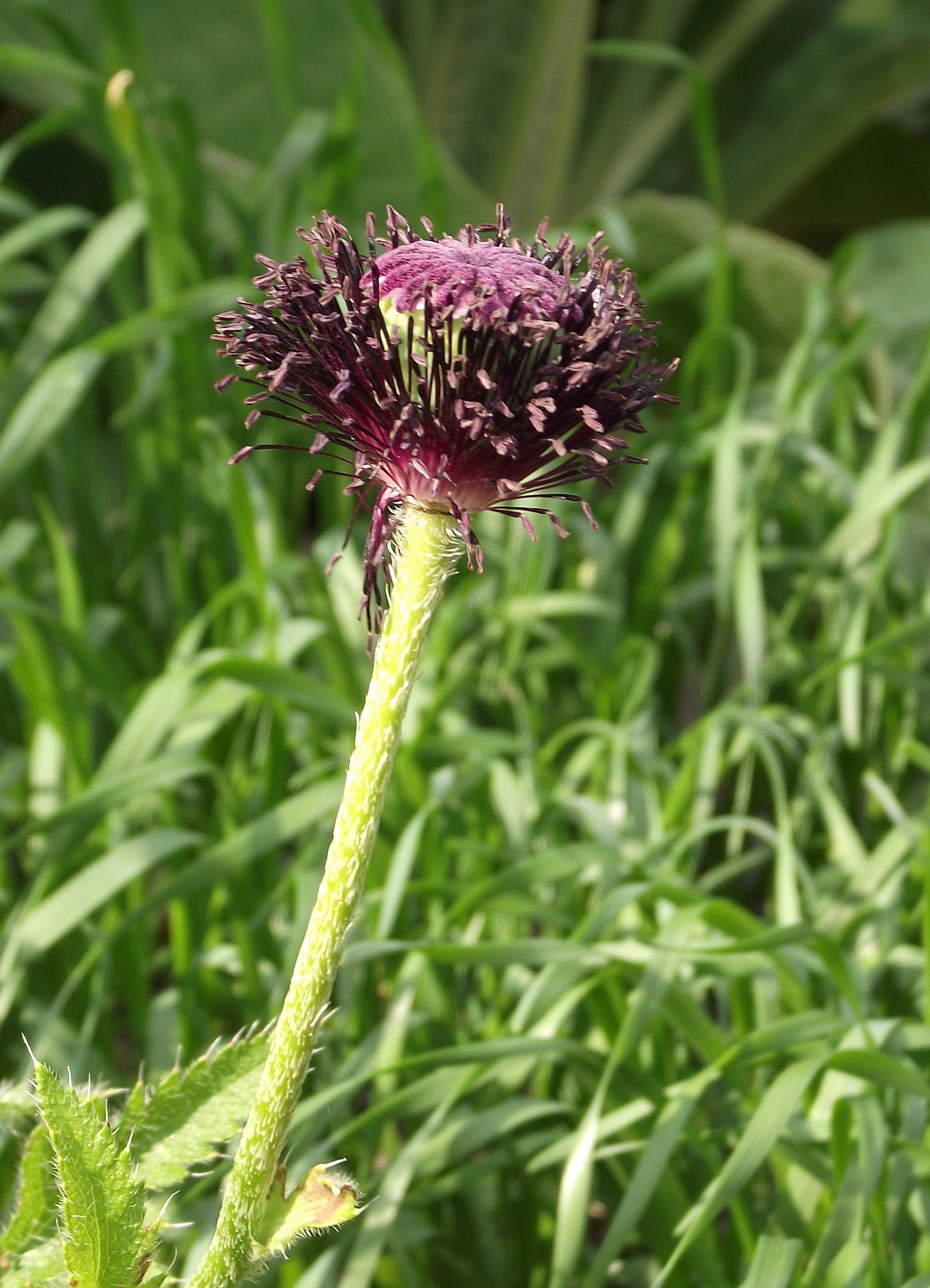
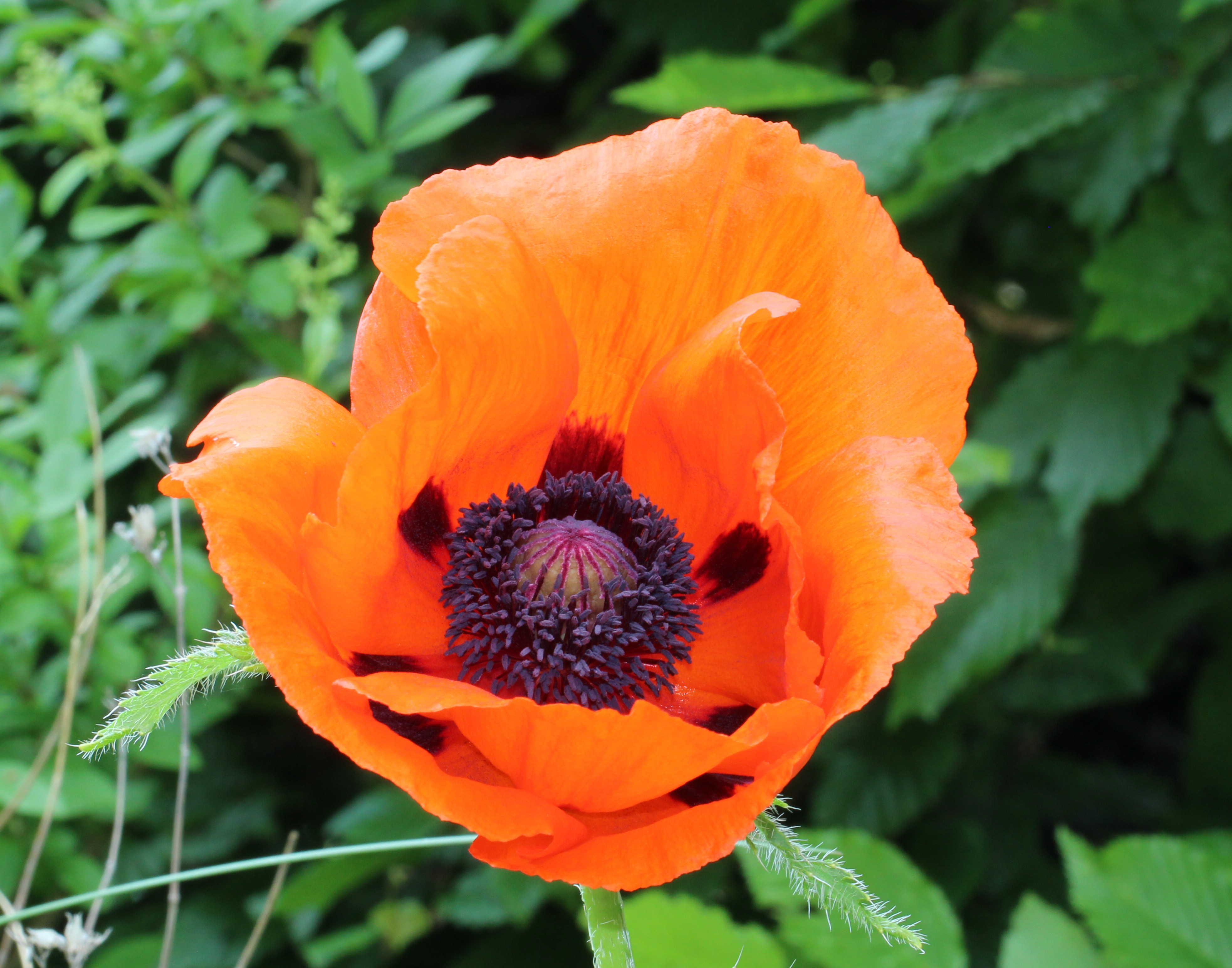
Pavot d'Orient.
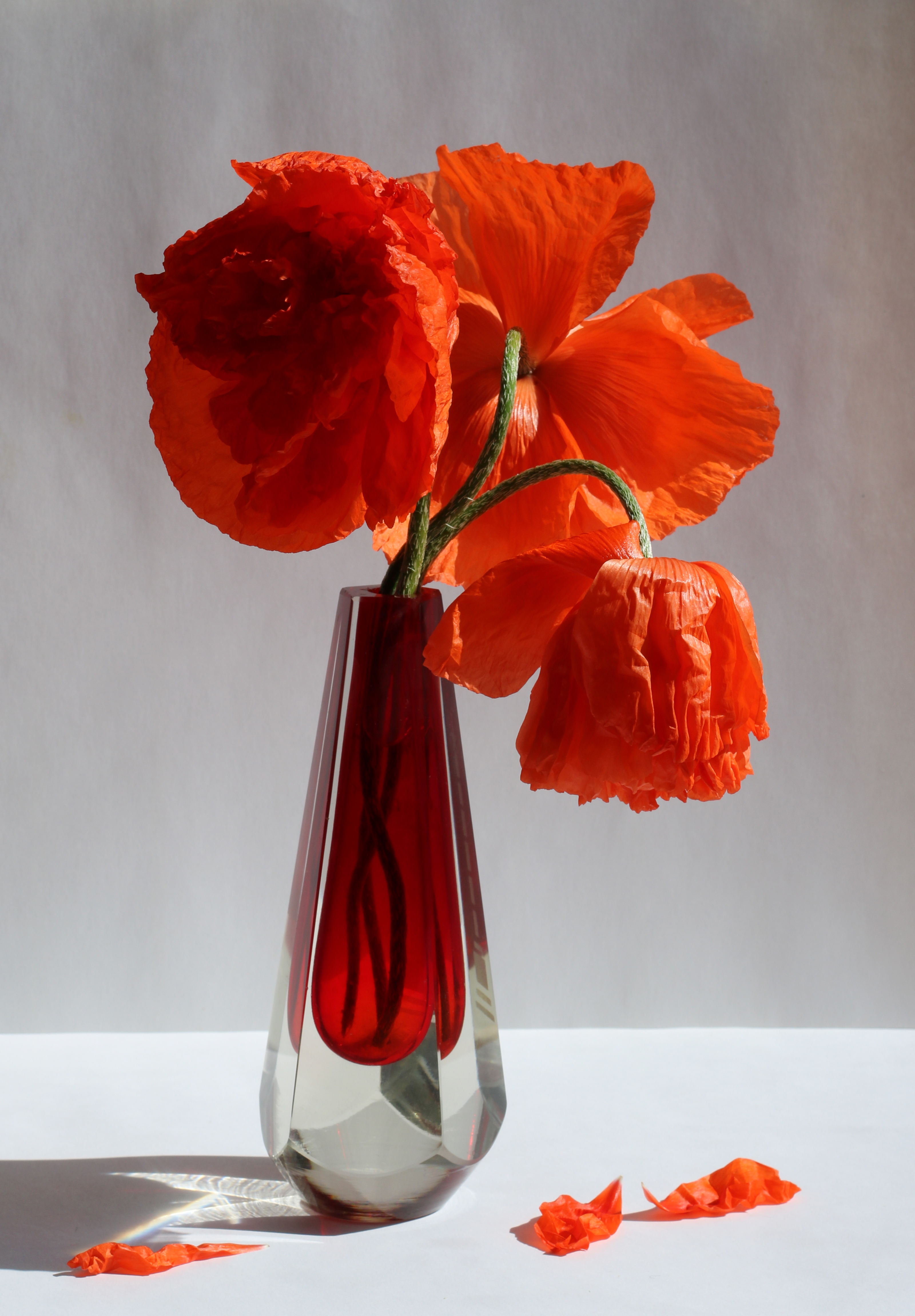
Un bouquet de pavots d'orient.